# Армази (город)

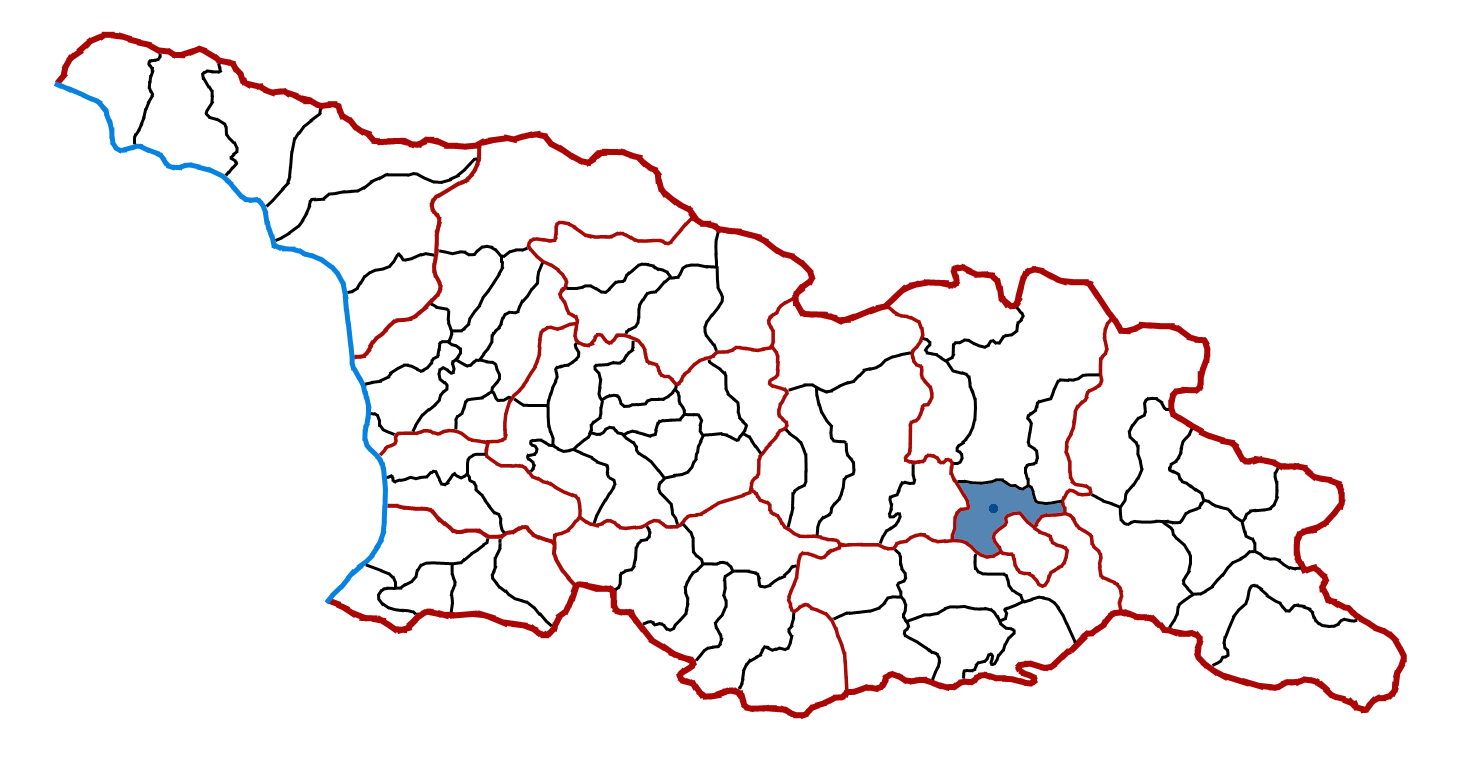
Расположение района Мцхета и города Армази на карте Грузии

Армази (груз. არმაზი) или Армазцихе (груз. არმაზციხე, лат. Harmozika) — место в Грузии, в 2 км к северо-западу от Мцхеты и в 22 км к северу от Тбилиси. Является частью исторической Большой Мцхеты. На этом месте находился древний город Армази, столица Иберского царства. Армази особенно процветал в первые века нашей эры и был разрушен арабским вторжением 730 года.

## Археология
Мелкие раскопки на территории Армази, осуществлявшиеся в 1890 году, раскрыли плинтус глинобитных стен города с каменными ступеньками. Также было расчищено двухкомнатное помещение, где обнаружили каменные осколки женского торса I века. С 1943 по 1948 год были проведены крупномасштабные раскопки под руководством Андриа Апакидзе из Грузинской АН, возобновившиеся в 1985 году и идущие до сих пор.
Они показали, что глинобитные крепостные стены и башни, построенные на постаменте из тёсаных камней в первой половине I века, окружали территорию холма площадью в 30 га. Здания в пределах стен были расположены на террасах.
Были определены три культурных слоя: ранний принадлежит IV—III векам до н. э. (Армази I), средний III—I века до н. э. (Армази II) и поздний относится к I—VI векам н. э. (Армази III).
Армази I построен из массивных каменных блоков, образующих неприступный фундамент, но стены выложены из сырцового кирпича. В нём находится большой шестиколонный зал с черепичной крышей. В Армази II располагается храм с апсидой. Армази III — самый богатый слой, сделанный из аккуратно отёсанных каменных блоков, соединённых между собой известковым раствором и металлическими хомутами. Среди сохранившихся построек: царский дворец, несколько богато украшенных могил, бани и небольшой каменный мавзолей.
Армази в настоящее время является частью Национального археологического музея-заповедника Большая Мцхета.

## История города

### Основание

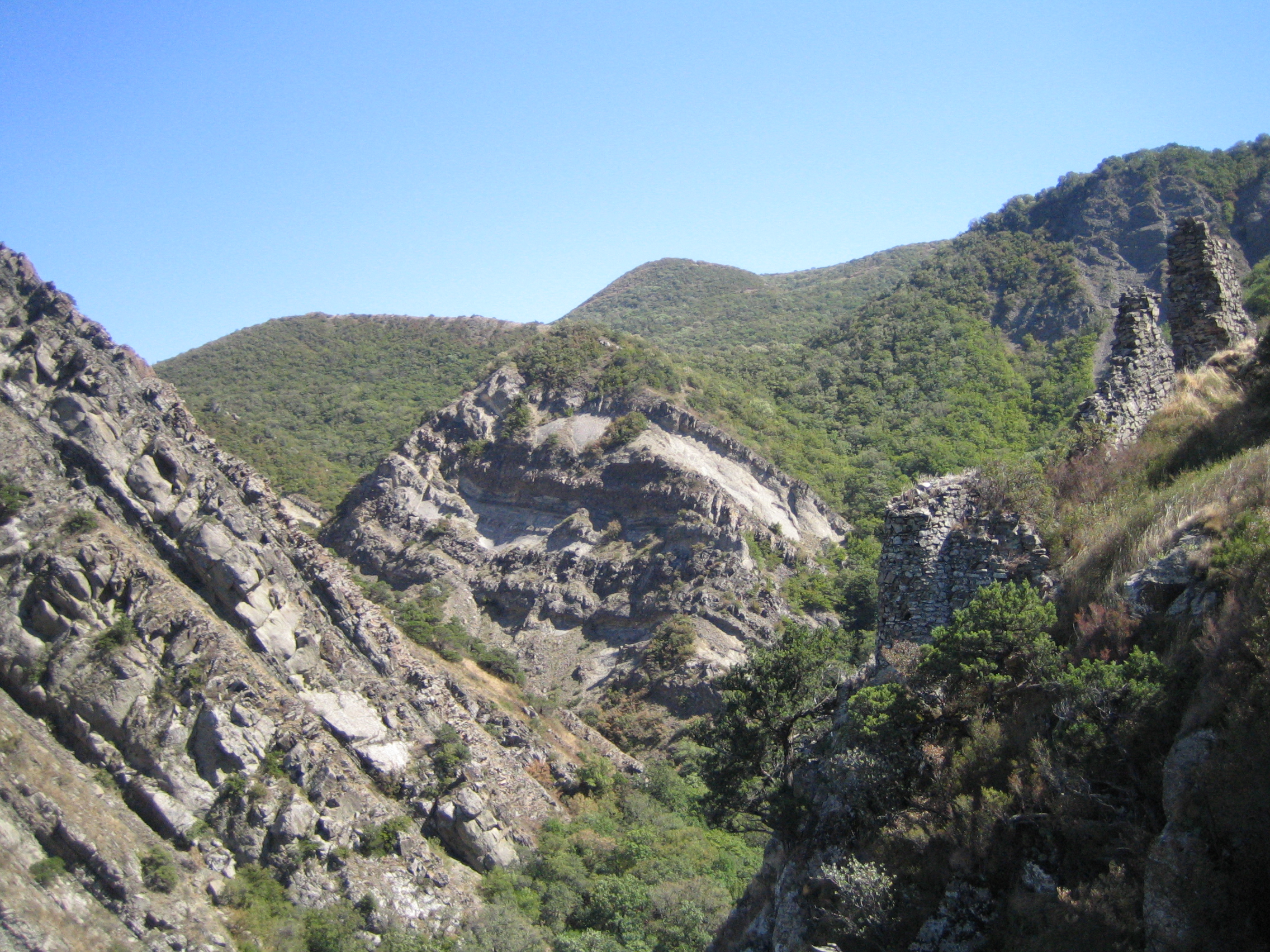
Руины армазской цитадели

Археологические свидетельства говорят о том, что древний Армази был гораздо более обширным, чем сейчас. Стратегическое положение города было продиктовано лёгким доступом к Даряльскому ущелью — главной дороги на Большом Кавказе, по которой скифы вторгались на древний Ближний Восток.
Название города и его акрополя Армазцихе (არმაზციხე, буквально: цитадель Армази) обычно считают производными от Армази — имени главного божества языческого пантеона Иберии. Имя упоминается в ранне-средневековой грузинской истории, хотя оно, безусловно, гораздо старше и отражено в классическом имя Армастика или Гармозика у Страбона, Плиния, Птолемея, и Диона Кассия.
Согласно средневековым грузинским летописям, Армазцихе был основан в III веке до н. э. царём Иберии Фарнавазом I на месте, до сих пор известном, как Картли. Эта крепость стояла на современной горе, Багинети, что на правом берегу реки Кура, в месте её слияния с рекой Арагви. Другая цитадель, Цицамури (წიწამური) или Севсамора из классических авторов, стояла как раз напротив, на левом берегу реки Арагви и контролировала пути к горе Казбек.
Даже после возвышения Мцхеты, как столицы Иберии, Армази остаётся святым городом иберийского язычества и один из оборонительных пунктов Мцхеты. Крепость была захвачена в 65 году до н. э. римским полководцем Помпеем во время его кампании по борьбе с иберийским царём Артагом. Разрушенную постройку того времени за рекой Кура до сих пор называют «Помпеев мост».

### Расцвет
Расцвет Армази — это время когда Иберия была союзником римского императора. Каменная стела, найденная в Армази в 1867 году сообщает о том, что римский император Веспасиан укрепил город Армази, нахрдившийся во владении иберийского царя Митридата I, и датируется 75 годом. Эти стены построены так, чтобы заблокировать южный выход из Дарьяльского ущелья, что было, вероятно, предупредительной мерой против алан, которые часто совершали набеги на протяжении всей кавказской границы римской Империи.
Расшифрованный и опубликованный профессором Георгием Церетели в 1941 году, текст армазской билингвы:

«Я, Серафита, дочь Зеваха, младшего питиахша царя Фарсмана, жена Иодмангана-победоносца (военачальника) и много побед одержавшего (сделавшего) двороуправителя царя Хсефарнуга — сына Агриппы, двороуправителя царя Фарсмана. Горе тебе, которая была молодая. И столь хорошая и красивая была, что никто не был ей подобен по красоте. И умерла 21 году (жизни)».
В течение этого периода, Армази управляется наследственными питиахш, (примерно тоже, что и сатрап или наместник царя). Питиахш были вторыми лицами в иерархии Иберского царства. При раскопках некрополя правящей династии были найдены два камня с выгравированными портретами двух питиахш: Аспарух (вероятно, современник римского императора Адриана, правил в 117—138 годах н. э.), Зевах (правил в 150 году н. э.), редкий пример аутентичного дохристианского грузинского портрета. Надписи на арамейском упоминают также царского архитектора и эпитропоса (надзиратель-управляющий).
Армази играл центральную роль в древней грузинской культурной жизни и в развитии местной эпиграфики, до изобретения грузинского алфавита в V веке. Среди ряда интересных надписей найденных в Армази, наиболее важной является греко-арамейская эпитафия, так называемая армазская билингва, почтившая память недолго жившей Серафиты и её благородное происхождение. Надпись содержит необычную по форме и начертанию букв, версию арамейского алфавита, которая стала известна как «армазское письмо». Эта находка подтверждает, что грузинское письмо генетически связано с разновидностью восточноарамейского письма (эллинистического периода), от которого происходит ряд письмен народов Востока

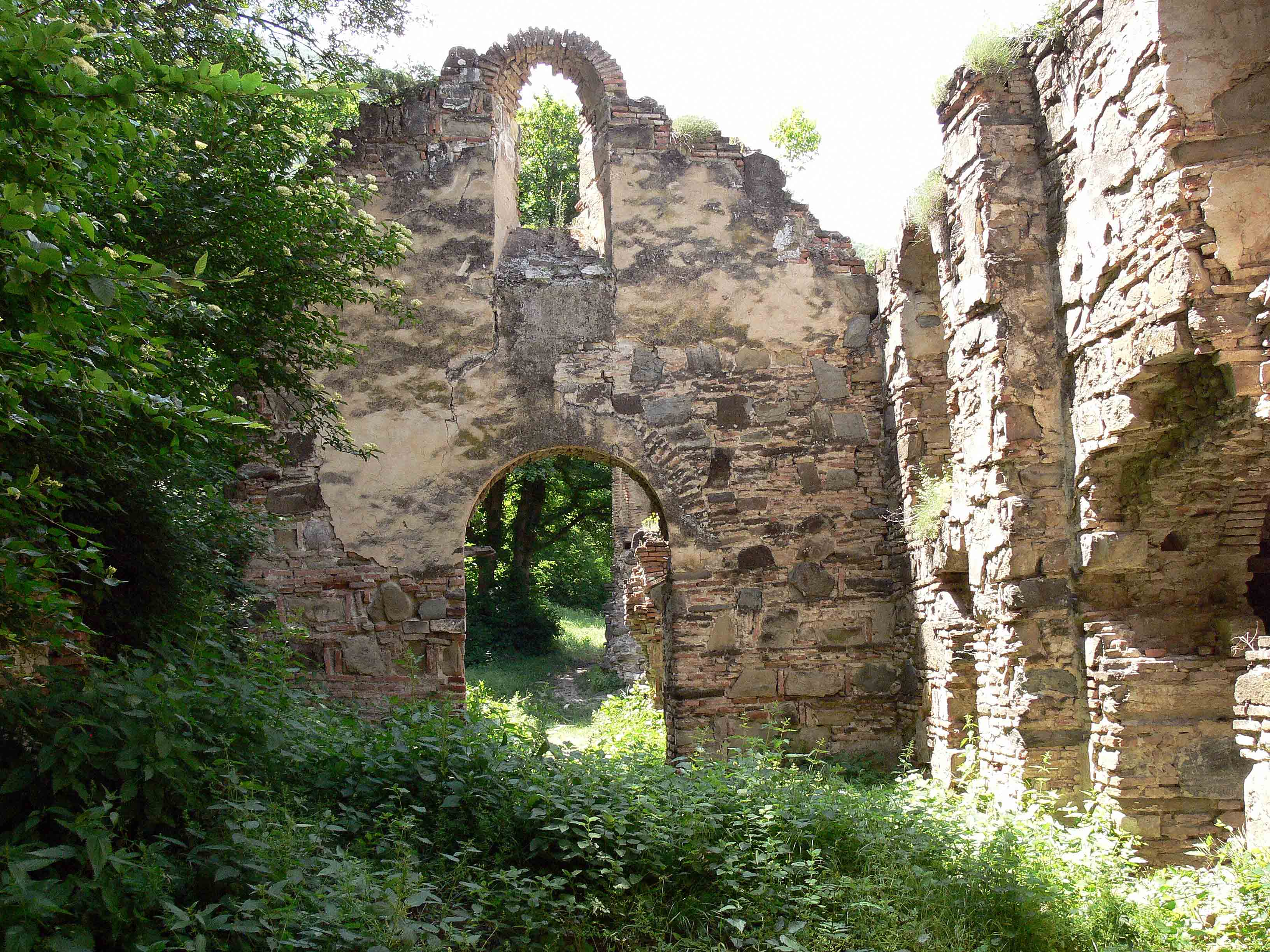
Руины монастыря святой Нины на территории Армази

### Упадок
При переносе грузинской столицы в Тбилиси в конце V или в начале VI века, Армази постепенно пришёл в упадок, но по-прежнему имел своих собственных высокопоставленных комендантов. Город был окончательно разрушен и стёрт с лица земли в 736 году арабским полководцем Мухаммадом ибн Марваном (в будущем — омейядский халиф Марван II).
Город Армази никогда с тех пор не возрождался, но на его территории между 1150 и 1178 годами был построен монастырь святой Нины, от которого ныне тоже остались руины.